# Arte bhutanese

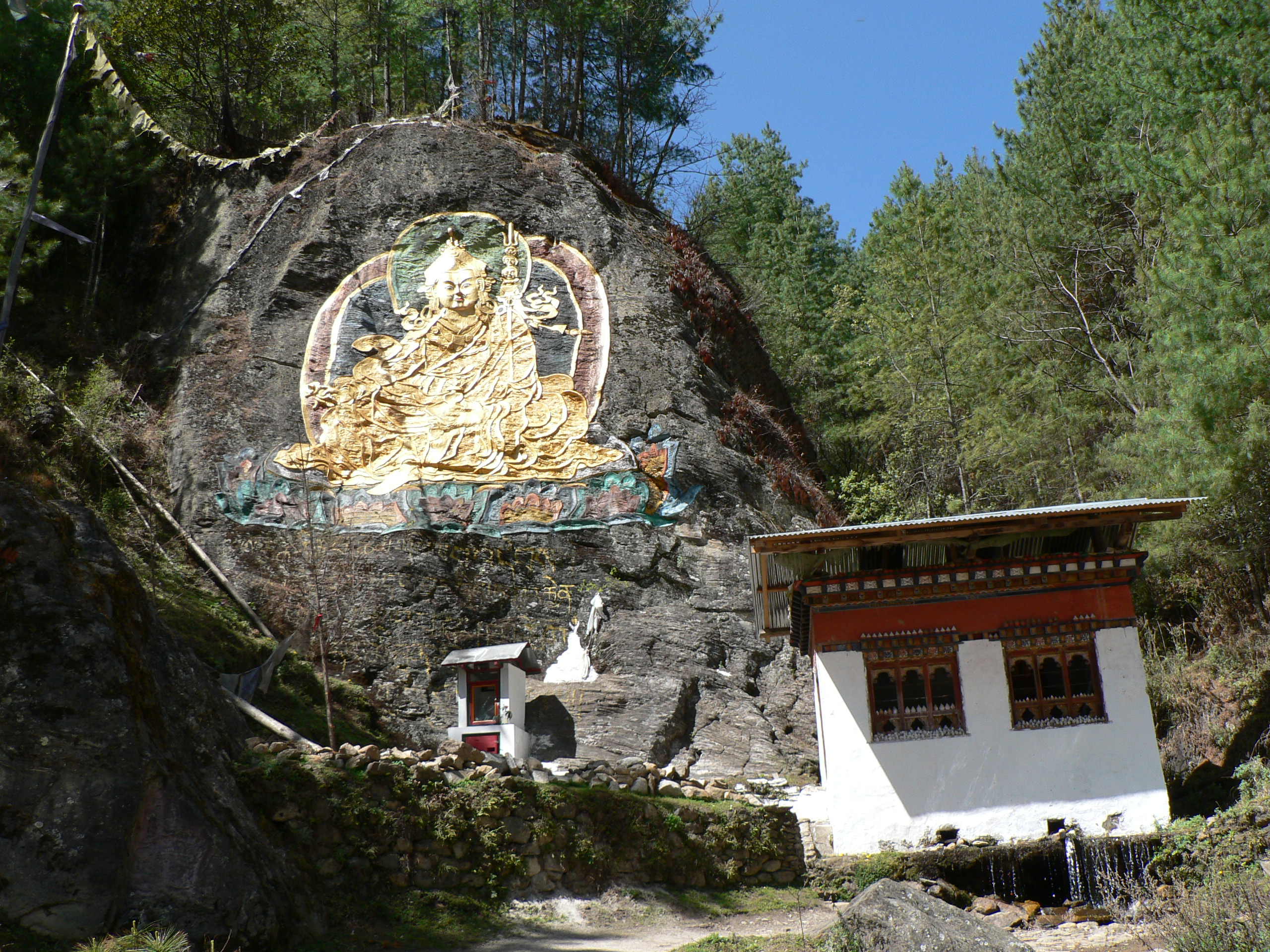
Immagine su roccia del Padmasambhava a nord di Thimphu

L'arte bhutanese è l'arte tradizionale del Bhutan ed è simile all'arte tibetana. Entrambe sono basate sul buddismo Vajrayana e sul suo pantheon di insegnanti ed esseri divini. 
I principali ordini del buddismo in Bhutan sono il Drukpa e il Nyingma. Il primo è un ramo della scuola di Kagyu ed è noto per i dipinti che documentano il lignaggio dei maestri buddisti e il 70° Je Khenpo (leader dell'establishment monastico bhutanese). La scuola di Nyingma è nota per le immagini del Padmasambhava ("Guru Rinpoche"), a cui è attribuita l'introduzione del buddismo in Bhutan nel VII secolo. Secondo la leggenda, il Padmasambhava nascondeva tesori sacri per i futuri maestri buddisti, in particolare Pema Lingpa, che dovevano poi essere trovati. Anche i Tertön sono soggetti frequenti dell'arte di Nyingma. 
A ogni essere divino vengono assegnate forme speciali, colori e/o oggetti identificativi, come loto, conchiglia, fulmine e ciotola per l'accattonaggio. Tutte le immagini sacre sono realizzate secondo precise specifiche che sono rimaste notevolmente invariate per secoli. 
L'arte bhutanese è particolarmente ricca di bronzi di diversi tipi che sono noti collettivamente con il nome di Kham-so (prodotti a Kham) anche se sono realizzati in Bhutan perché la tecnica per costruirli era originariamente importata da quella regione del Tibet. Pitture murali e sculture, in queste regioni, sono formulate sui principali ideali senza età delle forme d'arte buddista. Anche se la loro enfasi sui dettagli deriva da modelli tibetani, le loro origini possono essere comprese facilmente, nonostante i capi riccamente ricamati e gli ornamenti scintillanti con cui queste figure sono decorate. Nel grottesco mondo dei demoni, gli artisti apparentemente avevano una maggiore libertà d'azione rispetto a quando modellavano immagini di esseri divini. 
Le arti e l'artigianato del Bhutan che rappresentano l'esclusivo "spirito e identità del regno himalayano" sono definite come l'arte di Zorig Chosum, che significa "tredici arti e mestieri del Bhutan"; i tredici mestieri sono carpenteria, pittura, fabbricazione della carta, lavorazione del ferro, tessitura, scultura e molti altri. L'Istituto di Zorig Chosum a Thimphu è la principale istituzione di arti e mestieri tradizionali istituita dal governo del Bhutan con l'unico obiettivo di preservare la ricca cultura e tradizione e formare gli studenti in tutte le forme d'arte tradizionali; c'è un'altra istituzione simile nel Bhutan orientale conosciuta come Trashi Yangtse. La vita rurale bhutanese è anche esposta nel Museo del Patrimonio Popolare di Thimphu. C'è anche uno Studio di artisti volontari a Thimphu per incoraggiare e promuovere le forme d'arte tra i giovani. Le tredici arti e mestieri del Bhutan e delle istituzioni, stabilite a Thimphu per promuovere queste forme d'arte, sono:  

## Arti tradizionali bhutanesi

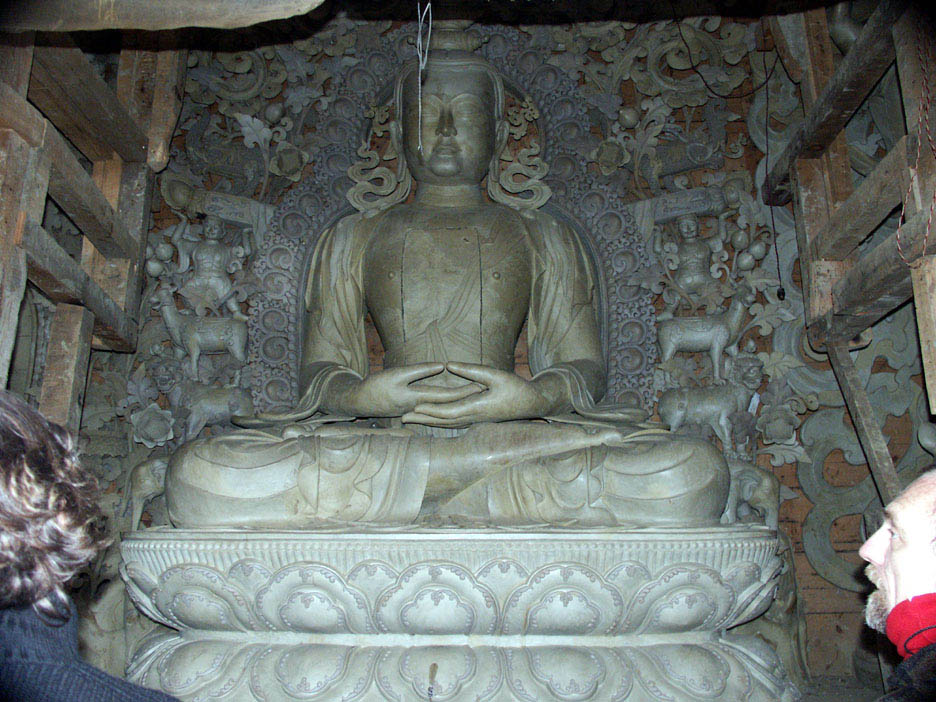
Statua in terracotta prima di essere dipinta

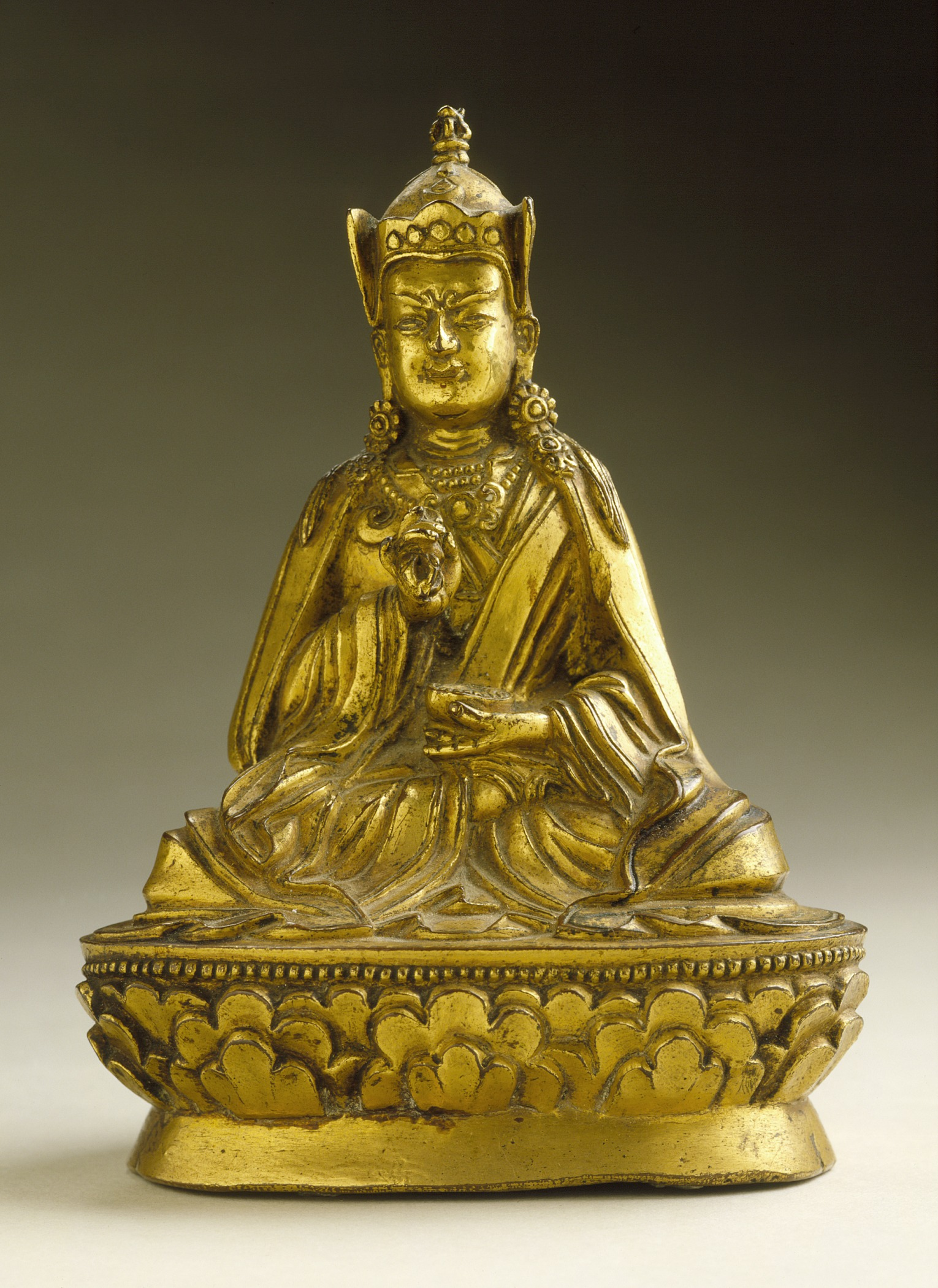
Padmasambhava o "Guru Rinpoche", VIII secolo

Nel Bhutan, le arti tradizionali sono conosciute come zorig chusum (zo = capacità di fare; rig = scienza o artigianato; chusum = tredici). Queste pratiche sono state gradualmente sviluppate nel corso dei secoli, spesso tramandate attraverso famiglie con rapporti di lunga data con un determinato mestiere. Questi mestieri tradizionali rappresentano centinaia di anni di conoscenza e abilità che sono state tramandate attraverso le generazioni. 
Il grande terzon del XV secolo, Pema Lingpa è tradizionalmente accreditato di aver introdotto l'arte nel Bhutan. Nel 1680, Ngawang Namgyal, lo Zhabdrung Rinpoche, ordinò l'istituzione della scuola per l'istruzione nelle tredici arti tradizionali. Sebbene le abilità esistessero molto prima, si ritiene che lo zorig chus sia stato formalmente classificato per la prima volta durante il regno di Gyalse Tenzin Rabgye (1680-1694), il 4° Druk Desi (sovrano secolare). Le tredici arti tradizionali sono: 
- Dezo - produzione della carta: carta fatta a mano principalmente dalla pianta Daphne e gomma da una radice rampicante.
- Dozo - opere in pietra: arti della pietra utilizzate nella costruzione di piscine di pietra e pareti esterne di dzong, gompa, stupa e altri edifici.
- Garzo - lavorazione del ferro: produzione di articoli in ferro, come attrezzi agricoli, coltelli, spade e utensili.
- Jinzo - ceramica: realizzazione di statue religiose e oggetti rituali, ceramiche e costruzione di edifici con malta, gesso e terra battuta.
- Lhazo - pittura: dalle immagini su Thangka, dipinti murali e statue alle decorazioni su mobili e infissi.
- Lugzo - fusioni in bronzo: produzione di stemmi, statue, campane e strumenti rituali in bronzo, oltre a gioielli e articoli per la casa con fusione in sabbia a cera persa. Le statue più grandi sono realizzate a repoussé.
- Parzo - scultura in legno, ardesia e pietra: per realizzare oggetti come matrici di stampa per testi religiosi, maschere, mobili, altari e immagini in ardesia che adornano molti santuari.
- Shagzo - tornitura del legno: creazione di una varietà di ciotole, piatti, tazze e altri contenitori.
- Shingzo - lavorazione del legno: impiegato nella costruzione di dzong e gompa
- Thagzo - tessitura: produzione di alcuni dei tessuti, tra i più intricati prodotti in Asia.
- Trözo - lavorazione d'argento e oro: lavori in oro, argento e rame per realizzare gioielli, oggetti rituali e oggetti di utilità domestica
- Tshazo - lavorazione della canna di bambù: produzione di oggetti vari come archi e frecce, cestini, rivestimenti per contenitori di bevande, utensili, strumenti musicali, recinzioni e tappetini.
- Tshemazo - cucito: lavorare con ago e filo per realizzare abiti, stivali o il più intricato dei thankka con applicazioni.

## Caratteristiche dell'arte bhutanese

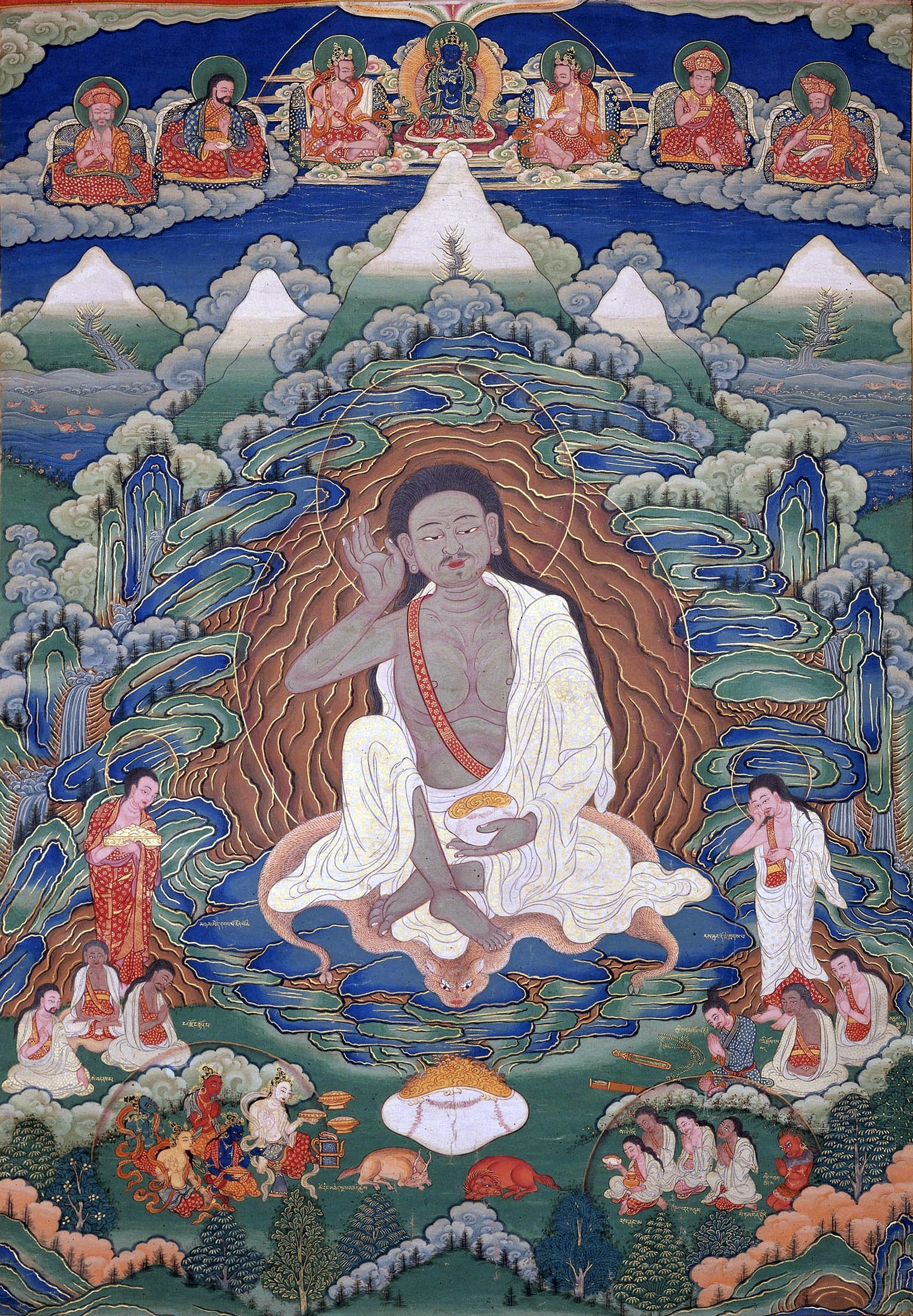
Thangka dipinta di Milarepa (1052-1135), fine XIX-inizi XX secolo, Dhodeydrag Gonpa, Thimphu.

Gli articoli per l'uso quotidiano sono ancora oggi modellati come lo erano secoli fa. L'artigianato tradizionale viene tramandato di generazione in generazione. Gli artigiani del Bhutan sono abili lavoratori di metalli, sculture in legno e ardesia e sculture in argilla. I manufatti in legno includono ciotole e piatti, alcuni rivestiti in argento, cestini, tappetini, cappelli e faretre in bambù intrecciati, oggetti eleganti ma resistenti che hanno un uso sia funzionale che decorativo. La carta fatta a mano viene preparata dalla corteccia degli alberi attraverso un processo tramandato nel tempo. 
Ogni regione ha le sue specialità: la seta grezza proviene dal Bhutan orientale, il broccato da Lhuntshi (Kurtoe), i prodotti in lana da Bumthang, i prodotti in bambù da Kheng, i lavori in legno da Tashi Yangtse, i lavori in oro e argento da Thimphu e i prodotti di peli di yak dal nord o dai Monti Neri. 
La maggior parte degli oggetti d'arte bhutanesi sono prodotti per l'uso interno. Fatta eccezione per gli orafi, gli argentieri e i pittori, gli artigiani sono contadini che producono questi articoli e tessuti nel loro tempo libero, vendendo le eccedenze di produzione. La maggior parte dei prodotti, in particolare i tessuti, sono relativamente costosi. Nelle migliori qualità, ogni fase della produzione viene eseguita a mano, dalla tintura delle matasse di filo o dalla raccolta del bambù nella foresta, alla tessitura o alla intrecciatura del prodotto finale. 
Il tempo impiegato nella produzione di oggetti artigianali è considerevole e può richiedere fino a due anni per alcuni tessuti. Allo stesso tempo, molte innovazioni moderne vengono utilizzate anche per articoli meno costosi, in particolare tinture e filati moderni: il Bhutan è uno dei pochi luoghi in cui è possibile acquistare capi in poliestere tessuti a mano.

## Prodotti

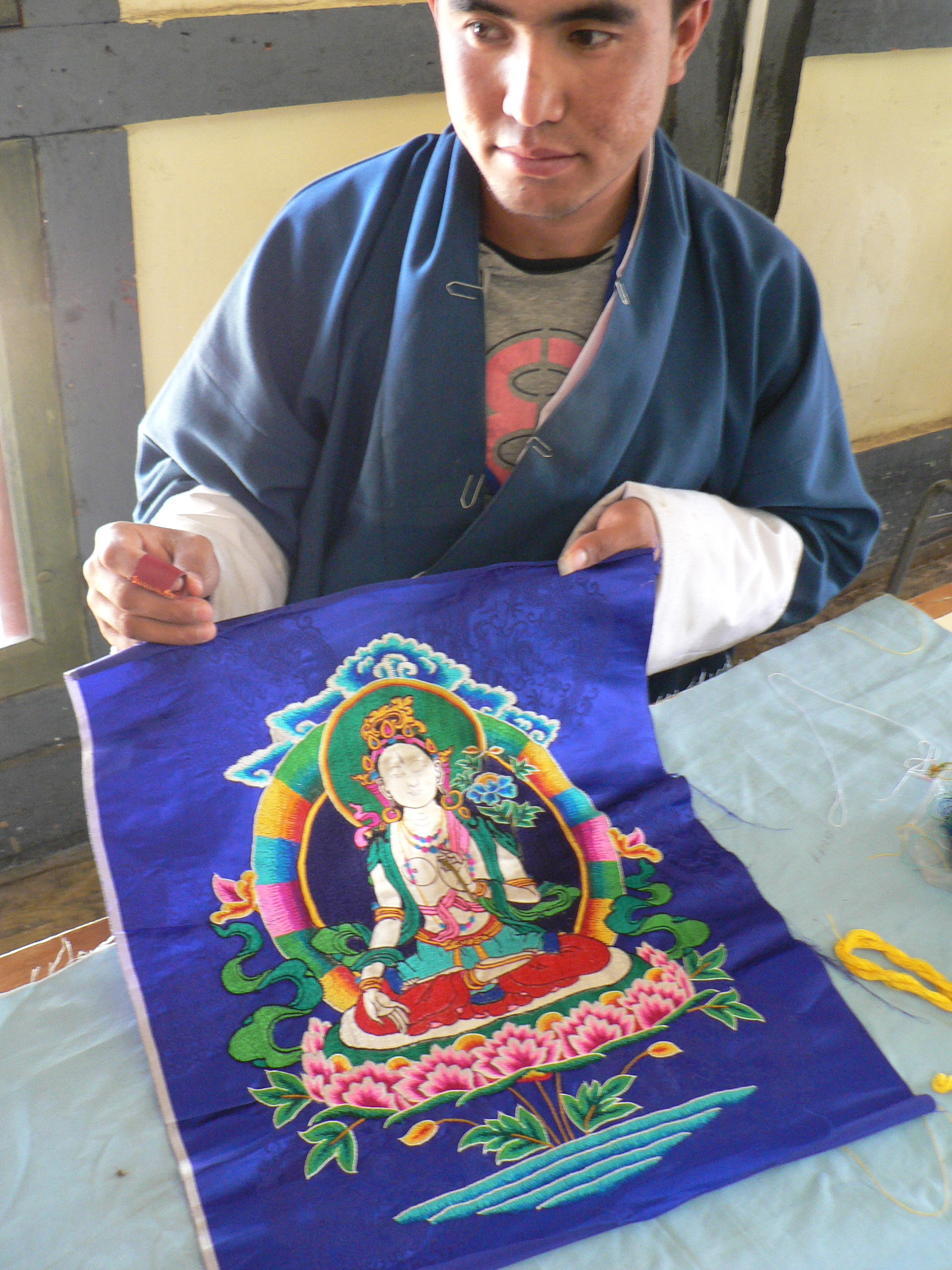
Ricamo, Scuola di arti tradizionali.

### Tessile
I tessuti bhutanesi sono una forma d'arte unica, ispirata alla natura, realizzata sotto forma di abbigliamento, artigianato e diversi tipi di vasi in accattivante miscela di colore, trama, motivo e composizione. Questa forma d'arte è testimoniata in tutto il Bhutan e a Thimphu nella vita quotidiana della sua gente. È anche un oggetto di scambio culturale significativo regalato per segnare occasioni di nascita e morte, funzioni di buon auspicio come matrimoni e successi professionali e nell'accogliere i dignitari. Ogni regione ha i suoi disegni speciali di tessuti, fatti di lana tinta con sostanze vegetali conosciuta come yathra o pura seta chiamata Kishuthara. Sono le donne, appartenenti a una piccola comunità, a tessere questi tessuti come patrimonio di artigianato domestico. 

### Dipinti
La maggior parte dell'arte bhutanese, inclusa la "Pittura nell'arte bhutanese", nota come lhazo, è invariabilmente incentrata sulla religione. I dipinti sono realizzati da artisti che non firmano le loro opere. I dipinti sono di vari tipi tra cui i tradizionali Thangka, che sono dipinti a rotolo realizzati in "proporzioni geometriche altamente stilizzate e rigorose" dell'iconografia buddista realizzate con pitture minerali. La maggior parte delle case in Bhutan hanno motivi religiosi e altri disegni simbolici dipinti all'interno e anche sulle pareti esterne. 

### Scultura
L'arte di realizzare sculture religiose è unica nel Bhutan e quindi molto popolare nella regione dell'Himalaya. Il materiale di base utilizzato per realizzarle è l'argilla, che è conosciuta come jinzob. Le statue di argilla delle icone religiose buddiste, realizzate da noti artisti del Bhutan, abbelliscono vari monasteri della nazione. Questa forma d'arte è insegnata da artisti professionisti presso l'Istituto di Zorig Chosum a Thimphu. 

### Fabbricazione della carta
La carta fatta a mano, conosciuta come deysho, è in uso popolare in Bhutan ed è durevole e resistente agli insetti. Il materiale di base utilizzato è la corteccia della pianta daphne. Questo supporto è utilizzato per la stampa di testi religiosi e libri tradizionali. Viene anche usata per confezionare regali. Oltre alla carta fatta a mano, le fabbriche di carta in Bhutan producono carta ornamentale con disegni di petali di fiori, foglie e altri motivi. Per l'uso in occasioni speciali, viene prodotta anche carta tinta con essenze vegetali. 

### Intaglio del legno

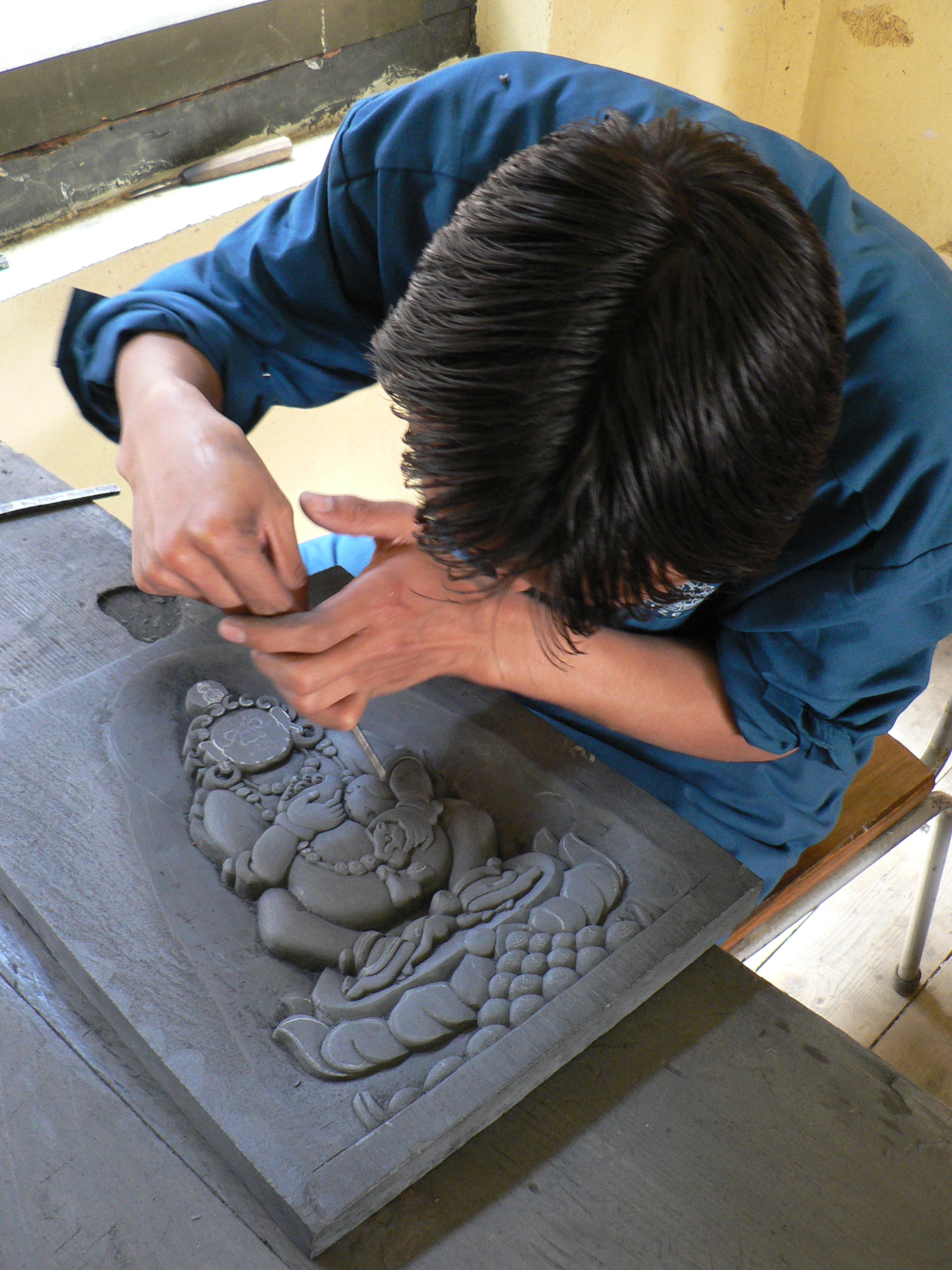
Scultura in ardesia, Scuola di arti tradizionali.

La scultura in legno conosciuta come Parzo è una forma d'arte specializzata e antica, che si fonde in modo significativo con edifici moderni nel Bhutan in ripresa. I blocchi di legno intagliato vengono utilizzati per la stampa di bandiere religiose di preghiera che si vedono in tutto il Bhutan di fronte a monasteri e in altri luoghi religiosi. La scultura viene eseguita anche su ardesia e pietra. Il legno utilizzato per la scultura viene stagionato per almeno un anno prima della lavorazione. 

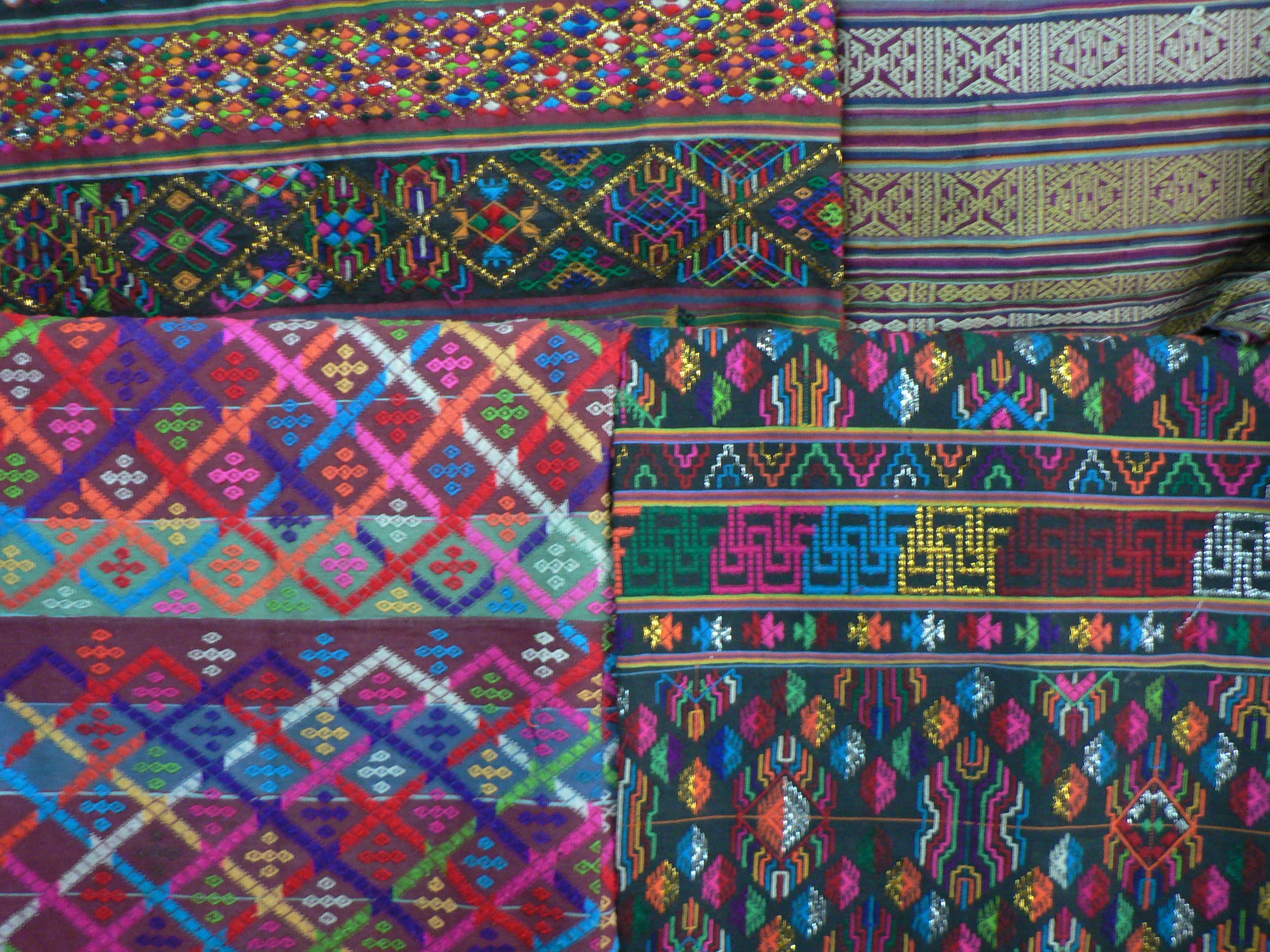
Tessuti bhutanesi contemporanei tessuti a mano, distretto di Bumthang

### Spade
L'arte della fabbricazione della spada rientra nella tradizione del garzo (o fabbro), una forma d'arte che viene utilizzata per realizzare tutti gli oggetti in metallo come spade, coltelli, catene, freccette e così via. Le spade cerimoniali sono realizzate e donate a persone onorate per i loro successi. Queste spade devono essere messe in mostra dagli uomini in tutte le occasioni speciali. I bambini, indossano un tradizionale coltello corto noto come dudzom. Tertön Pema Lingpa, un religioso cacciatore di tesori del Bhutan centrale, era il più famoso costruttore di spade del Bhutan. 

### Stivali
Non è raro vedere gli stivali tradizionali del Bhutan fatti di stoffa. Il tessuto è cucito a mano, ricamato con motivi bhutanesi. Sono indossati in occasioni cerimoniali (obbligatori); i colori usati sullo stivale indicano il grado e lo stato della persona che lo indossa. Nell'ordine, i ministri indossano l'arancione, gli alti funzionari il rosso e la gente comune gli stivali bianchi. Questa forma d'arte è stata ripresa presso l'Istituto di Zorig Chosum a Thimphu. Anche le donne indossano stivali ma di lunghezza inferiore che coprono appena la caviglia. 

### Arte in bambù
Gli oggetti artigianali realizzati con canna di bambù sono noti come thazo. Sono prodotti in molte comunità rurali in diverse regioni del Bhutan. Alcuni oggetti speciali di questa forma d'arte sono il belo e il bangchung, popolarmente conosciuti come il cestino del "Tupperware" bhutanese realizzato in varie dimensioni. Cestini di varie dimensioni sono usati nelle case e per i viaggi a cavallo e come rivestimento di bottigliette per bevande locali chiamate arra. 

### Archi e frecce
Per soddisfare la crescente domanda di archi e frecce utilizzati nello sport nazionale di tiro con l'arco, gli archi e le frecce di bambù sono realizzati da artigiani utilizzando tipi specifici di bambù e canne di montagna. Il bambù utilizzato viene selezionato durante particolari stagioni, modellato su misura e sapientemente trasformato in arco e freccia. A Thimphu c'è il Changlimithang Stadium & Archery Ground dove viene praticato il tiro con l'arco. 

### Gioielleria
Intricati gioielli con motivi particolari, realizzati in argento e oro, sono molto ricercati dalle donne del Bhutan. I gioielli tradizionali sono braccialetti pesanti, komi o chiusure per la kira, l'abito tradizionale delle donne bhutanesi, orecchini ad anello incastonati con turchese e collane intarsiate con gemme come turchese antico, perle di corallo e pietra zhi. La pietra zhi è considerata preziosa in quanto si dice che abbia "poteri protettivi"; questa pietra ha disegni a spirale in bianco e nero chiamati "occhi". Si dice anche che lo zhi sia un'agata trasformata in perla. 

## Istituzioni

### Istituto nazionale di Zorig Chusum
L'Istituto nazionale di Zorig Chusum è il centro dell'educazione artistica del Bhutan. La pittura è il tema principale dell'insegnamento, che prevede 4-6 anni di formazione nelle forme d'arte tradizionali bhutanesi. I curricula coprono un corso completo di disegno, pittura, scultura in legno, ricamo e scultura di statue. Le immagini di Buddha sono un dipinto molto popolare. 

### Emporio di artigianato
C'è un grande emporio gestito dal governo vicino all'Istituto Nazionale di Zorig Chusum, che si occupa di artigianato squisito, arti tradizionali e gioielli; i gho e kira, l'abito nazionale di uomini e donne bhutanesi, sono in vendita in questo emporio. La città ha molti altri empori di proprietà privata che vendono dipinti, maschere, oggetti in ottone, gioielli antichi, tavole di lama dipinte conosciute come choektse, violini tibetani e così via; Zangma Handicrafts Emporium, in particolare, vende prodotti artigianali realizzati nell'Istituto di Zorig Chusum. 

### Museo del patrimonio popolare
Il Folk Heritage Museum di Kawajangsa, Thimphu, è costruito sulle linee di una tradizionale casa colonica bhutanese con mobili vintage di oltre 100 anni. È costruito come una struttura a tre piani con pareti di fango speronato e porte, finestre e tetto in legno ricoperti di ardesia. Rivela molto sulla vita rurale del Bhutan. 

### Studio volontario degli artisti
Situato in un edificio insignificante, l'obiettivo del Voluntary Artist Studio è di incoraggiare le forme d'arte tradizionali e contemporanee tra i giovani di Thimphu che desiderano imparare queste forme d'arte. Le opere d'arte di questi giovani artisti sono disponibili anche in vendita nella "Galleria del negozio d'arte" dello studio.  

### Museo nazionale del tessile
Il National Textile Museum di Thimphu espone vari tessuti bhutanesi che sono ricchi di cultura tradizionale. Espone anche kira e gho colorati e rari (abito tradizionale bhutanese, kira per donna e gho per uomo).  

## Esempi selezionati di arte bhutanese

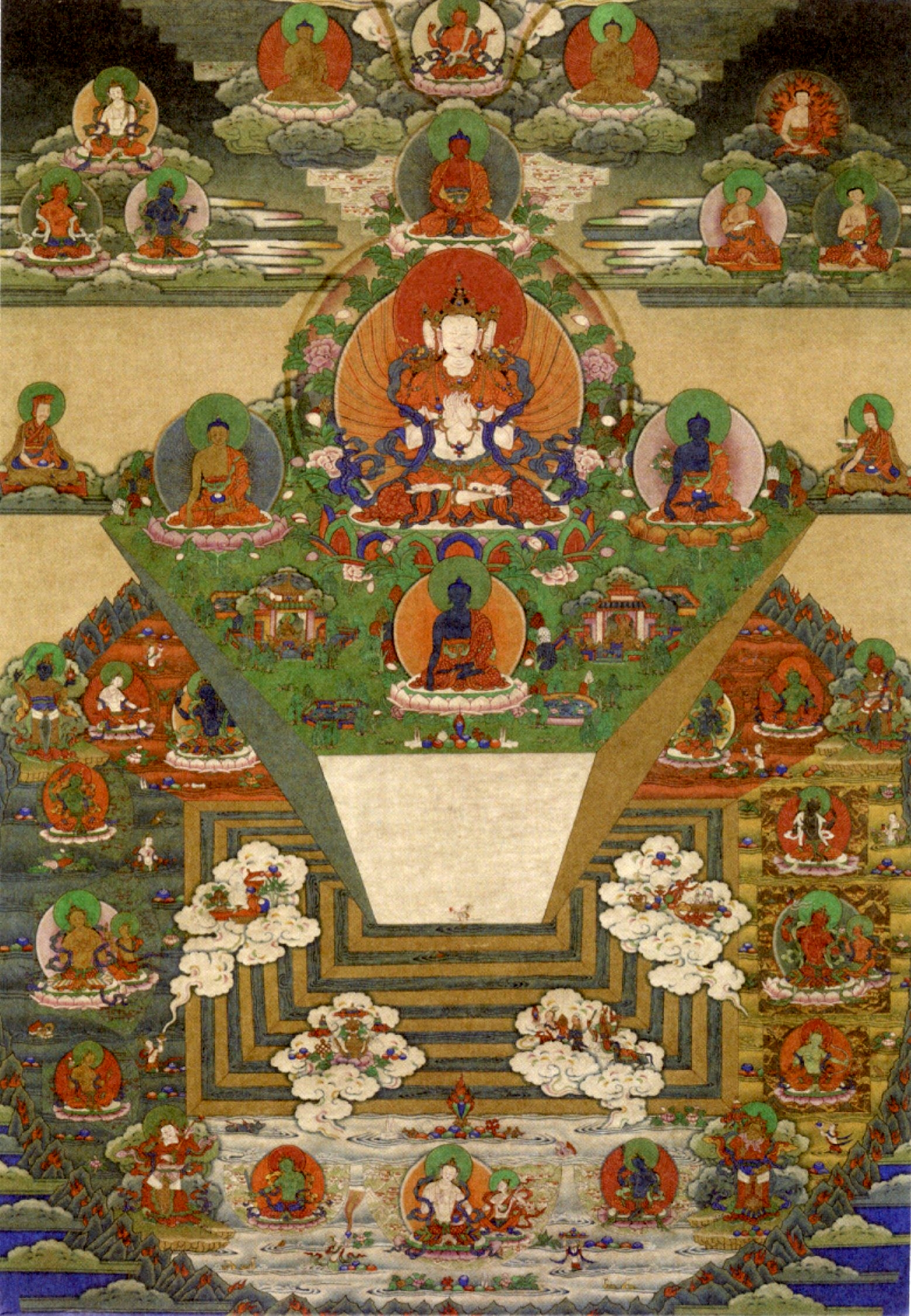
Thangka bhutanese del Monte Meru e l'universo buddista, XIX secolo, Trongsa Dzong, Trongsa
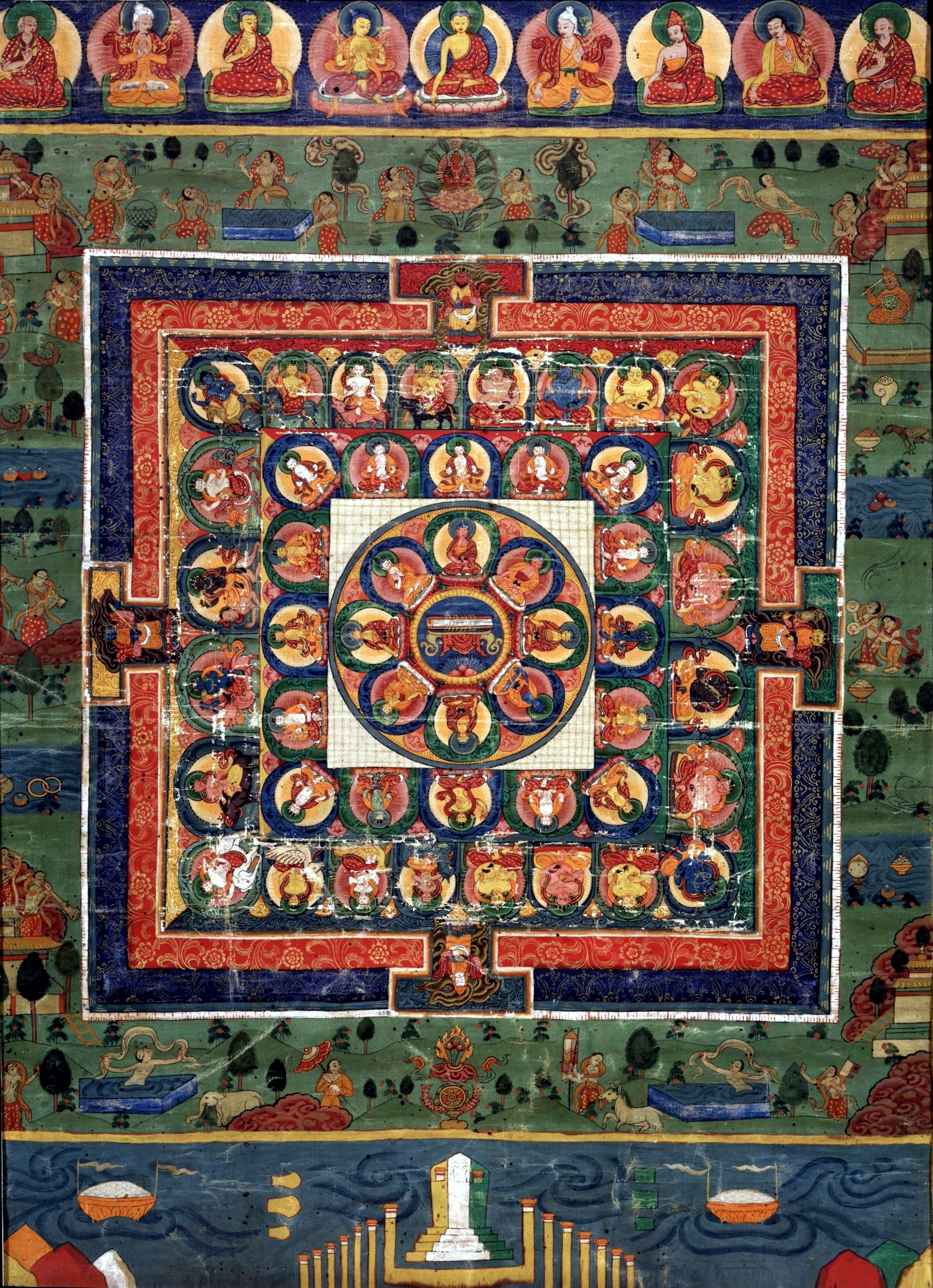
Mandala del Bhaiṣajyaguru bhutanese dipinto con la dea Prajnaparamita al centro, XIX secolo, Rubin Museum of Art
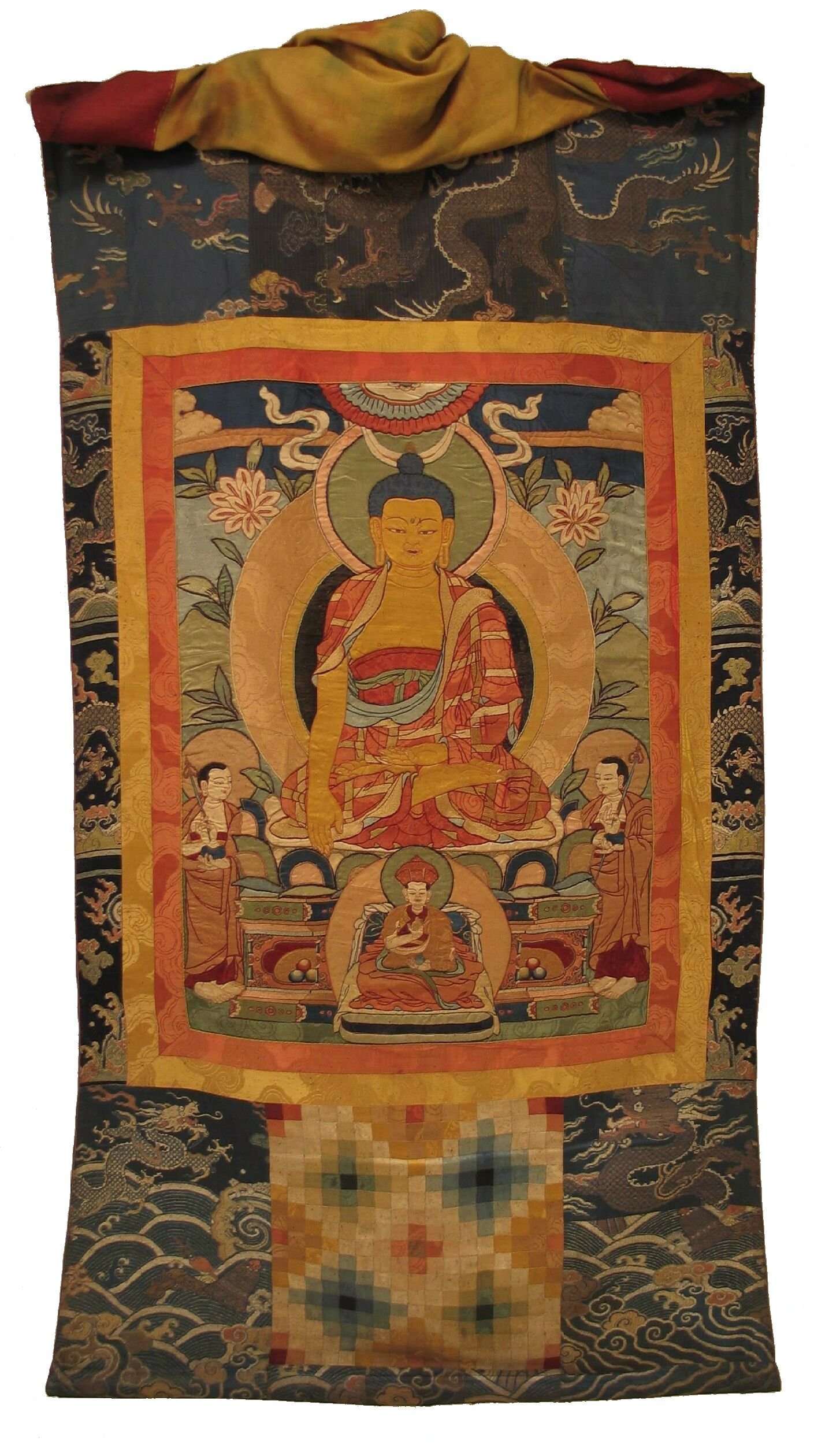
Drukpa bhutanese e thangka con Gautama Buddha al centro, XIX secolo, Rubin Museum of Art
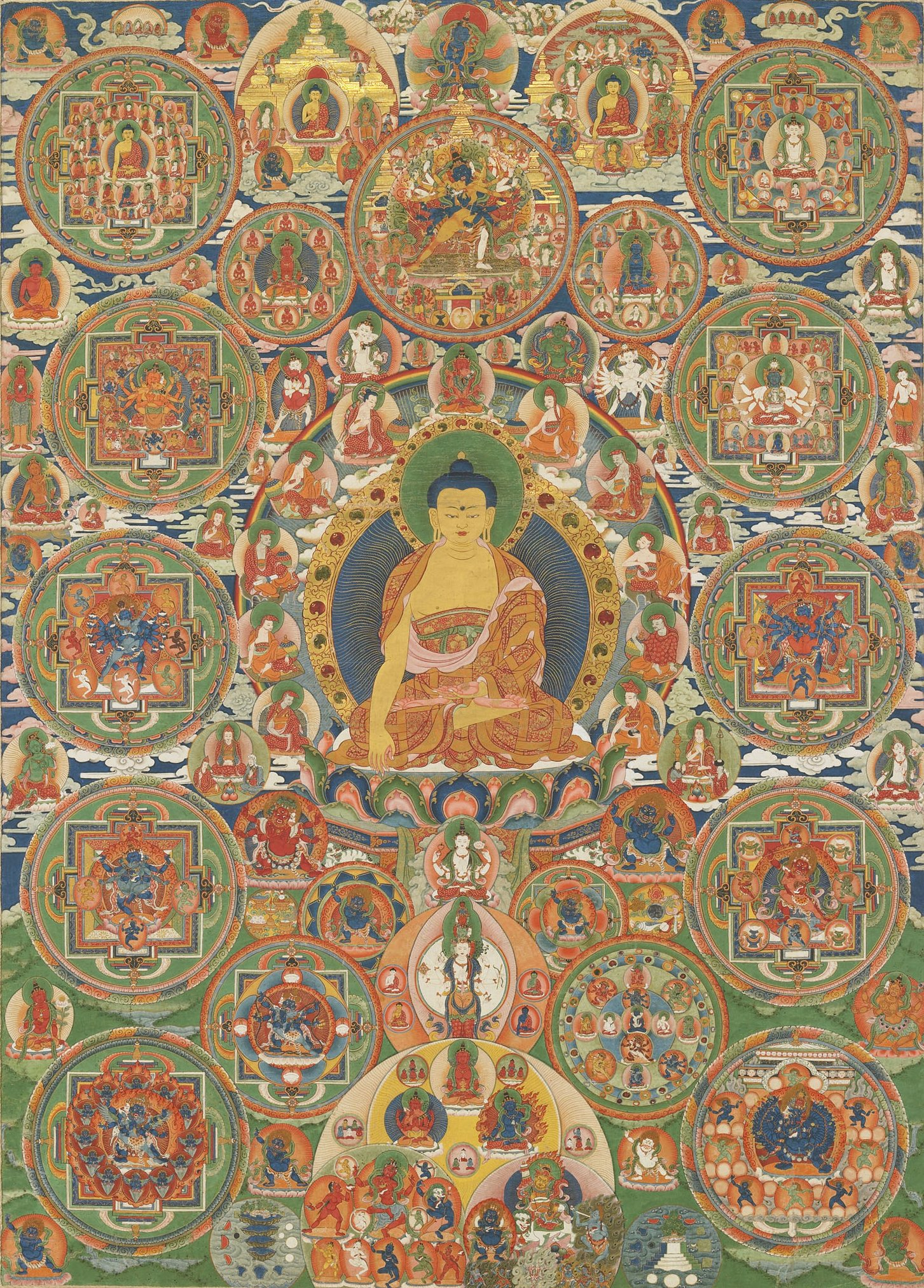
Mandala completo dipinto bhutanese, XIX secolo, Seula Gonpa, Punakha, Bhutan
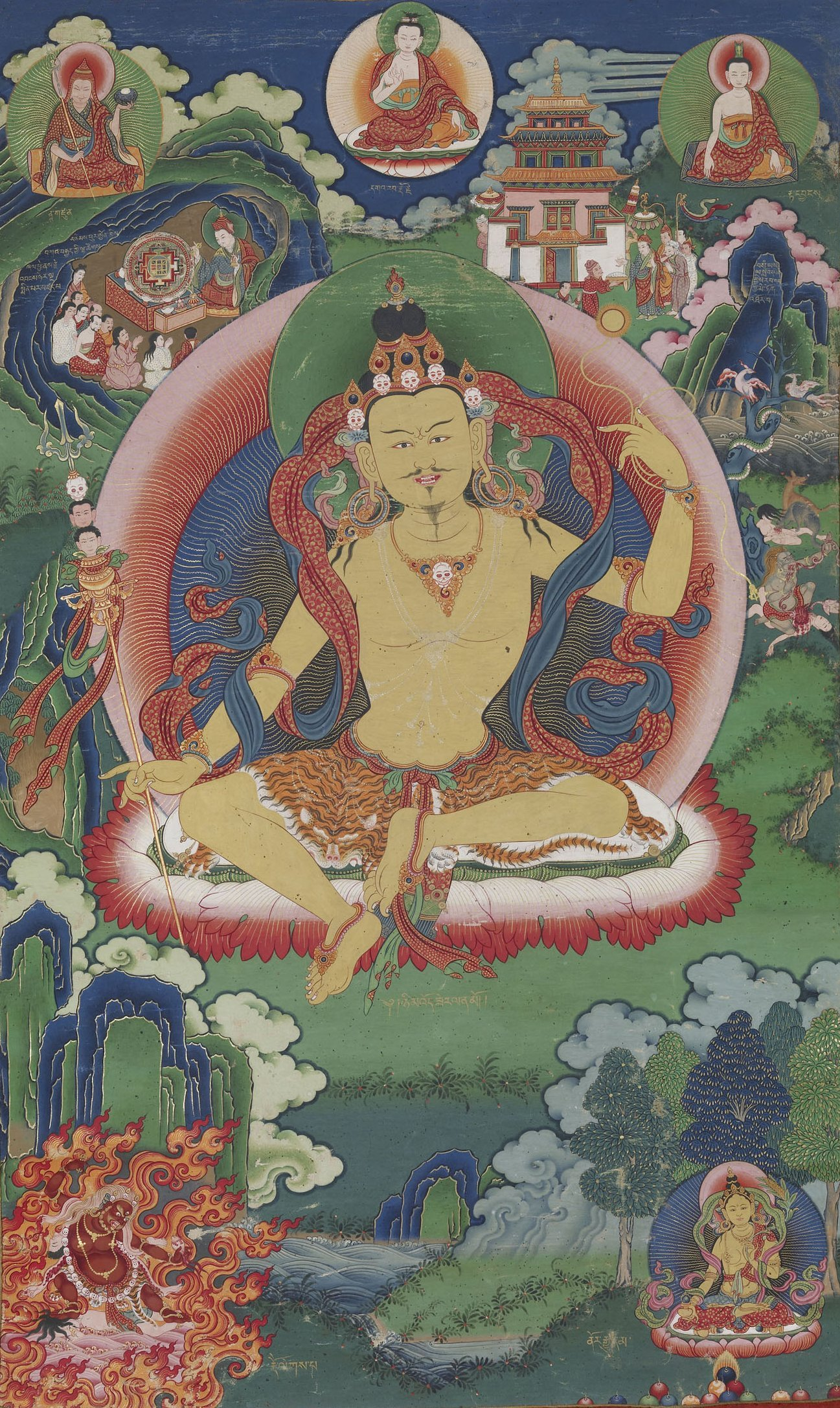
Dipinto bhutanese thangka di Padmasambhava, tardo XIX secolo, Do Khachu Gonpa, Mebisa, Bhutan
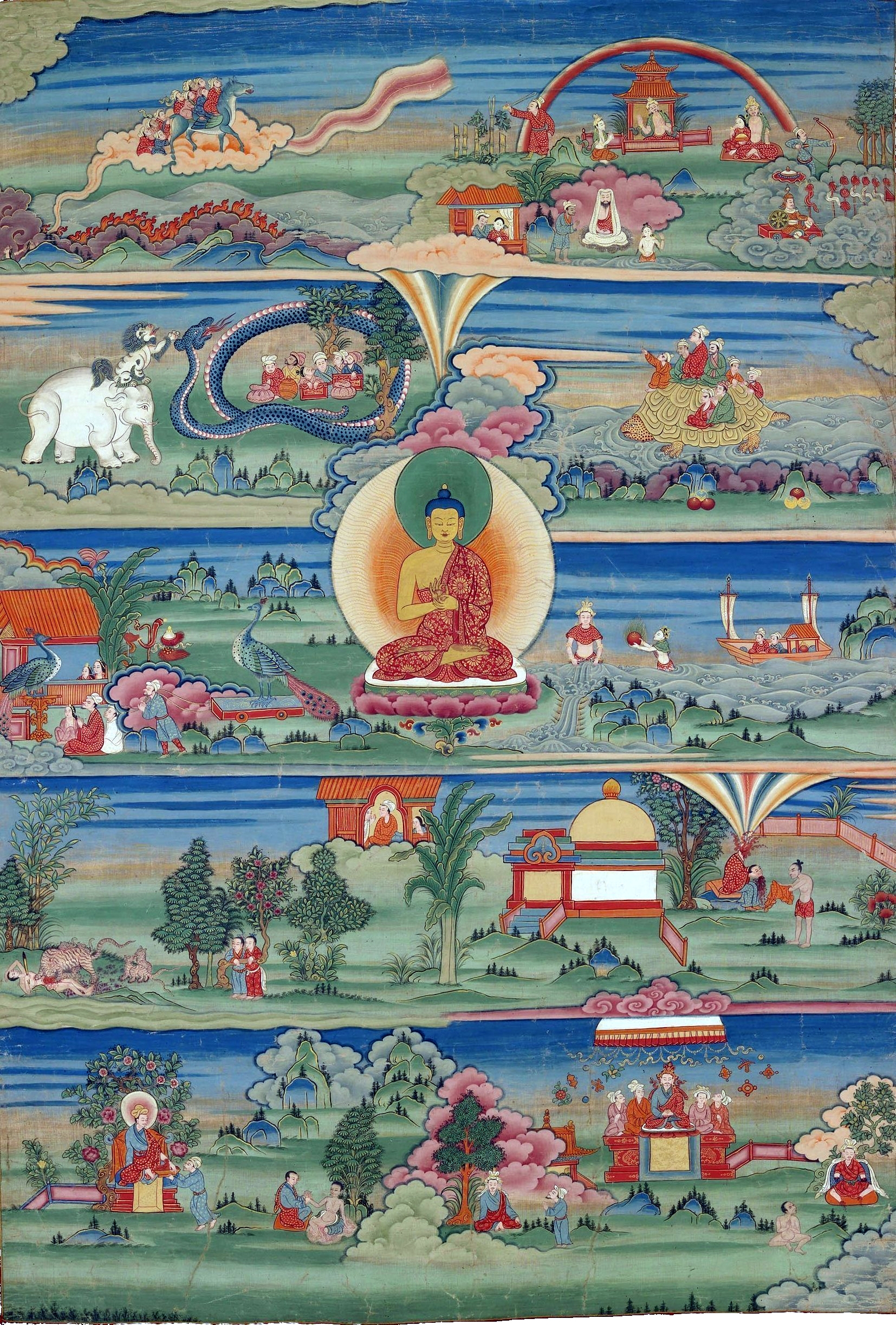
Dipinto bhutanese thangka del jātaka, XVIII/XIX secolo, Phajoding Gonpa, Thimphu, Bhutan